# Joseph Duffy
Joseph "Joe" Duffy (Donegal, 18 de febrero de 1988) es un artista marcial mixto que competía en la categoría de peso ligero en Ultimate Fighting Championship.
Fue el segundo peleador en derrotar al excampeón de peso pluma y peso ligero de UFC, Conor McGregor.

## Carrera de artes marciales mixtas

### Ultimate Fighting Championship
En enero de 2015, la UFC anunció que había firmado a Duffy.
En su debut, Duffy se enfrentó a Jake Lindsey el 14 de marzo en UFC 185. Duffy ganó la pelea por nocaut técnico en la primera ronda.
El 18 de julio de 2015, Duffy se enfrentó a Iván Jorge en UFC Fight Night 72. Duffy ganó la pelea por sumisión en la primera ronda, ganando así el premio a la Actuación de la Noche.
Duffy se enfrentó a Dustin Poirier el 2 de enero de 2016 en UFC 195. Duffy perdió la pelea por decisión unánime.
Duffy se enfrentó a Mitch Clarke el 7 de julio de 2016 en UFC Fight Night 90. Ganó la pelea a través de la sumisión en el primer minuto de la primera ronda.
Duffy se enfrentó a Reza Madadi el 18 de marzo de 2017 en UFC Fight Night 107. Ganó la pelea por decisión unánime.
El 13 de julio de 2017, el mánager de Duffy, Graham Boylan, reveló que Duffy había firmado un nuevo contrato de siete peleas con UFC.
Duffy se enfrentó a James Vick el 4 de noviembre de 2017 en UFC 217. Perdió la pelea vía TKO en la segunda ronda.

## Campeonatos y logros
- Ultimate Fighting Championship
  - Actuación de la Noche (Una vez)

- MMAJunkie.com
  - Sumisión del Mes (2015) vs. Iván Jorge el 18 de julio[12]

## Récord en artes marciales mixtas
| Resultado | Récord | Oponente          | Método                            | Evento                                      | Fecha                   | Ronda | Tiempo | Localización            | Notas                                              |
| --------- | ------ | ----------------- | --------------------------------- | ------------------------------------------- | ----------------------- | ----- | ------ | ----------------------- | -------------------------------------------------- |
| Derrota   | 17–5   | Joel Álvarez      | Sumisión (guillotine choke)       | UFC Fight Night: Figueiredo vs. Benavidez 2 | 18 de julio de 2020     | 1     | 2:25   | Abu Dabi                |                                                    |
| Derrota   | 17–4   | Marc Diakiese     | Decisión (unánime)                | UFC Fight Night: Till vs. Masvidal          | 16 de marzo de 2019     | 3     | 5:00   | Londres                 |                                                    |
| Derrota   | 17–3   | James Vick        | TKO (golpes)                      | UFC 217                                     | 4 de noviembre de 2017  | 2     | 4:59   | New York City, New York |                                                    |
| Victoria  | 17–2   | Reza Madadi       | Decisión (unánime)                | UFC Fight Night: Manuwa vs. Anderson        | 18 de marzo de 2017     | 3     | 5:00   | Londres                 |                                                    |
| Victoria  | 16–2   | Mitch Clarke      | Sumisión (rear naked choke)       | UFC Fight Night: dos Anjos vs. Álvarez      | 7 de julio de 2016      | 1     | 0:25   | Las Vegas, Nevada       |                                                    |
| Derrota   | 15–2   | Dustin Poirier    | Decisión (unánime)                | UFC 195                                     | 2 de enero de 2016      | 3     | 5:00   | Las Vegas, Nevada       |                                                    |
| Victoria  | 15–1   | Iván Jorge        | Sumisión (triangle choke)         | UFC Fight Night: Bisping vs. Leites         | 18 de julio de 2015     | 1     | 3:05   | Glasgow                 | Actuación de la Noche.                             |
| Victoria  | 14–1   | Jake Lindsey      | TKO (patada a la cabeza y golpes) | UFC 185                                     | 14 de marzo de 2015     | 1     | 1:47   | Dallas, Texas           | Debut en UFC.                                      |
| Victoria  | 13–1   | Julien Boussuge   | KO (rodillazo)                    | Cage Warriors 74                            | 15 de noviembre de 2014 | 1     | 0:36   | Londres                 |                                                    |
| Victoria  | 12–1   | Damien Lapilus    | Sumisión (rear-naked choke)       | Cage Warriors 70                            | 16 de agosto de 2014    | 3     | 2:18   | Dublín                  |                                                    |
| Derrota   | 11–1   | Ivan Musardo      | Sumisión (guillotine choke)       | Cage Warriors 44                            | 1 de octubre de 2011    | 4     | 4:25   | Kentish Town            | Por el Campeonato de Peso Ligero de Cage Warriors. |
| Victoria  | 11–0   | Francis Heagney   | Decisión (unánime)                | Cage Warriors 43                            | 9 de julio de 2011      | 3     | 5:00   | Kentish Town            |                                                    |
| Victoria  | 10–0   | Oriol Gaset       | TKO (golpes)                      | Cage Warriors 42                            | 28 de mayo de 2011      | 1     | 2:46   | Cork                    |                                                    |
| Victoria  | 9–0    | Tom Maguire       | Sumisión (triangle choke)         | Cage Warriors 40                            | 26 de febrero de 2011   | 1     | 4:47   | Kentish Town            |                                                    |
| Victoria  | 8–0    | Conor McGregor    | Sumisión (arm-triangle choke)     | Cage Warriors 39                            | 27 de noviembre de 2010 | 1     | 0:38   | Cork                    |                                                    |
| Victoria  | 7–0    | Norman Parke      | Sumisión (rear-naked choke)       | Spartan Fight Challenge 3                   | 20 de marzo de 2010     | 1     | 3:06   | Newport                 | Debut en peso ligero.                              |
| Victoria  | 6–0    | Sebastien Grandin | Sumisión (triangle choke)         | KnuckleUp MMA 3                             | 1 de noviembre de 2009  | 1     | 1:36   | Newport                 |                                                    |
| Victoria  | 5–0    | Marius Buzinskas  | Sumisión (rear-naked choke)       | Spartan Fight Challenge 1                   | 11 de julio de 2009     | 1     |        | Somerset                |                                                    |
| Victoria  | 4–0    | James Bryan       | Sumisión (rear-naked choke)       | KnuckleUp MMA 1                             | 29 de mayo de 2009      | 1     | 1:55   | Somerset                |                                                    |
| Victoria  | 3–0    | Mo Taylor         | KO (golpes)                       | Chaos FC 5                                  | 6 de marzo de 2009      | 1     | 1:44   | Cork City               |                                                    |
| Victoria  | 2–0    | Ciaran Fry        | Sumisión (triangle choke)         | Angrrr Management 18                        | 13 de diciembre de 2008 | 1     | 1:24   | Weston-super-Mare       |                                                    |
| Victoria  | 1–0    | Mick Broster      | TKO (parada médica)               | Angrrr Management 15                        | 29 de marzo de 2008     | 1     | 2:33   | Kidderminster           |                                                    |